# Уорд, Ида Каролин

Ида Каролин Уорд

Ида Каролин Уорд (англ. Ida Caroline Ward, 4 октября 1880 — 10 октября 1949) — британский лингвист, работавшая в основном с языками Африки, сделавшая влиятельную работу в области фонологии и тонологии. Её статья Практическая фонетика для изучающих африканские языки (англ. Practical Phonetics for Students of African languages), созданная вместе с лингвистом Дидрихом Вестерманом была переиздана много раз. В основном она работала над африканскими языками Эфик, Игбо, Менде и Йоруба.

## Биография
Ида Уорд родилась в 4 октября 1880 года в Брадфорде и была восьмым ребенком торговца шерстью из Йоркшира. Она училась на степень бакалавра в Даремском университете, который окончила в 1902 году. Окончив университет, она 16 лет преподавала в средней школе, а затем стала академиком. С 1919 по 1932 год она работала в отделении фонетики Университетского колледжа Лондона у известного фонетика Даниэля Джонса; в 1932 году она начала преподавать в Школе восточных и африканских исследований в Лондоне, став профессором в 1944 году. В своих книгах по африканским языкам она подробно рассказывала о тонах языков и в свое время была одним из ведущих авторитетов в этой области.